# Lutraeximia
Lutraeximia — вимерлий рід хижих, що знайдений у таких країнах: Італія (3 колекції). Рід містить такі види: Lutraeximia trinacriae, Lutraeximia umbra.